# Autonomna regija Tibet
Autonomna regija Tibet (tibetski: བོད་རང་སྐྱོང་ལྗོངས།, Bod-rang-skyong-ljongs Poi Ranggyong Jong; kin. 西藏自治区, pinyin: Xīzàng Zìzhìqū) jedna je od pet autonomnih regija NR Kine. Stvorena je 1965. god. na osnovu kineske  aneksije Tibeta. Glavni grad je Lhasa.

## Zemljopis
Tibetanska visoravan je najviša visoravan svijeta, a najviši vrh svijeta Mount Everest nalazi se na granici Tibeta i Nepala. Autonomna regija Tibet se nalazi na prosječnoj nadmorskoj visini od 4.900 m i često se zove „krov svijeta”. Ima površinu od 1.228.400 km², što je čini drugom po veličini u Kini, i ima 3.002.166 stanovnika (2010.), što je čini tek 31. u Kini, te je posljednja po gustoći stanovništva. 
Prevladava suha klima s jako malom količinom padalina tijekom godine. Iako svake godine padne mala količina snijega, zbog velike nadmorske visine, snijeg se na određenim dijelovima zadržava tijekom cijele godine. Indijski monsun zahvaća samo istočni Tibet, dok u sjevernom Tibetu preovladavaju visoke temperature tijekom ljeta i jako hladne zime.
Pustinjska tibetanska visoravan je izgrađena od magmatskih stijena, granita i vapnenca, izdvojena planinskim lancima i dubokim dolinama, a zbog visine hladna. Sjeverni Tibet je skoro beživotna pustinja, sa samo 100-150 mm padalina godišnje. Tu su srednje zimske temperature -30 - -35°C, a visoke planine pod vječnim snijegom. Južni Tibet je vlažniji. 
Kulturni utjecaj Tibeta, odnosno tibetanskog budizma, obuhvata i dijelove Nepala, Butana i neke dijelove sjeverne Indije, gdje je raširen budizam.
Iako su oborine na Tibetu oskudne i snježne, na njemu iziviru velike rijeke: Jangce, Žuta rijeka, Mekong i dr. Brojna su i jezera, prostrana i visoka. Voda jezera je najčešće slana i ne otječe.

## Povijest
Znanstvenici se još uvijek spore oko toga da li je Kinesko Carstvo vladalo Tibetom prije vojnog osvajanja 1642. god., za dinastije Ming. No, od tada je Tibet bio jako samostalan kineski protektorat, osim kratkotrajnog ustanka protiv carskih upravitelja (ambana) 1750. god., sve do pada dinastije Qing 1911. god. Od 1912. do 1950. god. Tibet je uživao visoki suverenitet kao jedno od 18 „vanjskih područja” (naziv nastao na Zapadu) dinastije Qing, s vladavinom Dalaj Lama. God.  1913. Tibet i Mongolija postale su zemlje koje su odvojile od Kine, a 1914. god. Velika Britanija je priznala nezavisnost Tibeta i uspostavljena je granica između Tibeta i britanske Indije. Kina nije prihvatila nezavisnost Tibeta, smatrajući ga neodvojivim dijelom svog teritorija. Istočna područja s Tibetanskom većinom, Kham i Amdo (zapadni dijelovi današnjih pokrajina Qinghai, Sečuan i Gansu), su ostali pod izravnom upravom Kineskog carstva još od polovice 18. stoljeća.
Kineska invazija na Tibet 1950. god. je završila nakon pobjede kineskih komunista protiv tibetanske vojske kod grada Chamdo. Tibetanski predstavnici su bili prisiljeni potpisati tzv. „Sporazum 17. točaka” kojim je NR Kina ostvarila suverenitet nad Tibetom. Iako je sporazum predviđao da Tibetom zajednički vladaju vlada Narodne Republike Kine i vlada Tibeta na čelu s Dalaj Lamom, još od 1955. god. organiziran je komunistički „Pripremni odbor autonomne regije Tibeta” (PCART) koji je vodio paralelnu vlast. God.1956. izbio je ustanak Tibetanaca koji su podržale Sjedinjene Američke Države. Ustanak je krvavo ugušen 1959. god. i stotine tisuća Tibetanaca je ubijeno, spaljen je veliki broj budističkih hramova, a Tenzin Gyatso, XIV. Dalaj Lama, je bio prisiljen napustiti zemlju i otići u Daramsalu u Indiji, gdje se i danas nalazi. Za vrijeme Mao Ce Tungove vladavine u Kini provođen je teror nad stanovništvom Tibeta i neki izvori navode kako je u ovom razdoblju stradalo više od 1,2 milijuna Tibetanaca. Osamdesetih godina 20. stoljeća došlo je do liberalizacije režima, što je Tibetu vratilo određeni stupanj vjerskih sloboda. Dalaj Lama je iz emigracije uputio brojne nenasilne pozive za pomoć za oslobođenje Tibeta, zbog čega je 1989. god. dobio Nobelovu nagradu za mir.

## Znamenitosti
Najposjećenije znamenitosti Tibeta su Palača Potala, hram Jokhang i palača Norbulingka u Lasi. ovi spomenici Lhase su upisani na UNESCO-ov popis mjesta svjetske baštine u Aziji 1994. godine kao "lijepa i originalna arhitektura, velikog povijesnog i vjerskog značaja, čiji su bogati ukrasi skladno uklopljeni u zapanjujuć krajolik".Ostale znamenitosti koje posjećuju strani turisti od 1980-ih su jezero Namtso i samostan Tashilhunpo.

## Upravna podjela
Autonomna_regija_Tibet je podijeljena na jedan prefekturni grad i šest prefektura.
| Zemljovid              | #        | Naziv                | Upravno sjedište           | Tibetanski Pinyin      | Kinesko pismo Pinyin | Stanovništvo (2010.) |
| ---------------------- | -------- | -------------------- | -------------------------- | ---------------------- | -------------------- | -------------------- |
|                        |          |                      |                            |                        |                      |                      |
| — Prefekturni grad —   |          |                      |                            |                        |                      |                      |
| 5.                     | Lhasa    | Chengguan (distrikt) | ལྷ་ས་གྲོང་ཁྱེར་ Lhasa Chongkyir | 拉萨市 Lāsà Shì        | 559.423              |                      |
| — Gradske prefekture — |          |                      |                            |                        |                      |                      |
| 1.                     | Ngari    | Gar                  | མངའ་རིས་ས་ཁུལ Ngari Sakü     | 阿里地区 Ālǐ Dìqū      | 95.465               |                      |
| 2.                     | Nagqu    | Nagqu                | ནག་ཆུ་ས་ཁུལ Nagqu Sakü       | 那曲地区 Nàqū Dìqū     | 462,382              |                      |
| 3.                     | Chamdo   | Chamdo               | ཆབ་མདོ་ས་ཁུལ་ Qamdo Sakü     | 昌都地区 Chāngdū Dìqū  | 657.505              |                      |
| 4.                     | Shigatse | Shigatse             | གཞིས་ཀ་རྩེ་ས་ཁུལ་ Xigazê Sakü  | 日喀则地区 Rìkāzé Dìqū | 703.292              |                      |
| 6.                     | Lhoka    | Nêdong               | ལྷོ་ཁ་ས་ཁུལ་ Lhoka Sakü       | 山南地区 Shānnán Dìqū  | 328.990              |                      |
| 7.                     | Nyingchi | Nyingchi             | ཉིང་ཁྲི་ས་ཁུལ་ Nyingchi Sakü   | 林芝地区 Línzhī Dìqū   | 195.109              |                      |

Prefekture su dalje podijeljene na 71 županiju (okrug), jedan distrikt (Chengguan) i jedan gradski okrug (Xigazê).

## Stanovništvo
Većinu stanovništva čine Tibetanci. Značajan postotak Kineza doselio se na Tibet uglavnom tijekom šezdesetih i sedamdesetih godina 20. stoljeća, zbog tadašnje komunističke politike i pokušaja asimilacije Tibetanaca. Većina stanovništva služi se tibetanskim jezikom, koji je priznat pored službenog kineskog. Dominantna religija je tibetanski budizam.

## Gospodarstvo
Gospodarstvo Tibeta temelji se na poljoprivredi, ali su zbog nepovoljnih klimatskih uvjeta prinosi uglavnom mali. Tibet posjeduje velike rezerve zlata, srebra, cinka i drugih ruda. U posljednje vrijeme dolazi do velikog razvoja turizma prvenstveno zahvaljujući bogatom kulturnom naslijeđu, ali i prirodnim ljepotama. Kineska vlada izgradila je željezničku prugu koja povezuje Tibet s ostalim dijelovima Kine. Na toj pruzi se nalazi i najviši željeznički kolodvor na svijetu.

## Vanjske poveznice
- Tibetska povijest na kinesko-tibetanskom informacijskom centru NR Kine  Arhivirana inačica izvorne stranice od 21. srpnja 2009. (Wayback Machine) (engl.)
- Tibetanska svijetla  Arhivirana inačica izvorne stranice od 19. studenoga 2009. (Wayback Machine) - Foto reportaža ReMedAct-a o tibetanskim izbjeglicama (2008. godina) (engl.)